# Ръсел Кроу
Ръсел Кроу (на английски: Russell Crowe) е новозеландски актьор носител на Оскар.

## Биография
Роден е в Уелингтън, Нова Зеландия през 1964 г. Когато Ръсел Кроу е на четиригодишна възраст, семейството му се премества в град Сидни, Австралия. Още от ранна възраст Ръсел Кроу участва за удоволствие в различни филмови и телевизионни продукции. Първата си роля той получава, когато е на шест години и това дава началото на голям брой детски роли за Ръсел Кроу. Семейството му се завръща в Нова Зеландия през 1978 г. и през следващите няколко години Ръсел Кроу се занимава предимно с рок музика. Той и негов приятел основават групата „Roman Antix“, която по-късно е преименувана на „30 Odd Foot of Grunts“.
Ръсел Кроу се завръща в Австралия, за да се опита да продължи актьорската си кариера. През 1983 г. получава роля в мюзикъла „Брилянтин“. Въпреки това роля в по-мащабен филм Ръсел Кроу получава едва през 1990 г., това е филмът „Blood Oath“. Други филми, които повлияват на кариерата на Ръсел Кроу, са „The Crossing“ (1990), където е неговата първа главна роля, както и филмът „The Efficiency Expert“, в който участва заедно с Антъни Хопкинс и Тони Колит. През 1991 г. Ръсел Кроу участва във филма „Proof“. За ролята си в този филм той е отличен от Австралийското филмово сдружение с награда за най-добра поддържаща роля. През 1993 г. за ролята си във филма Romper Stomper е отличен с награда за най-добър актьор, което го прави едно от най-известните имена в австралийското кино по това време.
За първи път Ръсел Кроу участва в американска филмова продукция през 1995 г. с ролята си в уестърна „Бърз или мъртъв“ (The Quick and the Dead). Ръсел Кроу става популярен и в Америка след участието си във филма „Поверително от Ел Ей“ (L.A. Confidential). Успехът му продължава и със следващия му филм – „Вътрешен човек“ (The Insider), в който участва заедно с Ал Пачино. Филмът получава голямо одобрение от критиката и е отличен с редица филмови награди, между които и Оскар за най-добър филм и за най-добър режисьор (Майкъл Ман). Върхов момент в кариерата на Ръсел Кроу е неговото участие във филма „Гладиатор“ (Gladiator). Филмът е номиниран в 10 категории на наградите Оскар и в крайна сметка Ръсел Кроу получава Награда на Академията за най-добър актьор. Филмът е отличен с още четири награди Оскар, между които и награда за най-добър филм.
През 2001 г. Ръсел Кроу участва във филма „Красив ум“ (A Beautiful Mind). За ролята си в този филм той е номиниран за трета поредна година за награда Оскар за най-добър актьор.

## Филмография
| година    | филм                        | оригинално заглавие                             | роля                               | бележки |
| --------- | --------------------------- | ----------------------------------------------- | ---------------------------------- | --- |
| 1990      | Затворници на Слънцето      | Blood Oath                                      | лейтенант Джак Корбет              | |
| 1990      |                             | The Crossing                                    | Джони Райън                        | |
| 1991      | Доказателство               | Proof                                           | Анди                               | |
| 1992      | Специалист по ефективността | Spotswood                                       | Ким Барет                          | |
| 1992      | Бръснати глави              | Romper Stomper                                  | Хандо                              | |
| 1993      |                             | Hammers Over the Anvil                          |                                    | |
| 1993      | The Silver Brumby           |                                                 |                                    | |
| 1993      | За момента                  | For the Moment                                  | Лаклан Къри                        | |
| 1993      |                             | Love in Limbo                                   | Артър Баскин                       | |
| 1994      |                             | The Sum of Us                                   | Джеф Мичъл                         | |
| 1995      | Бърз или мъртъв             | The Quick and the Dead                          | Корт                               | |
| 1995      | Няма връщане назад          | No Way Back                                     | агент на ФБР Зак Грант             | |
| 1995      | Виртуален убиец             | Virtuosity                                      | Сид 6.7                            | |
| 1995      | Груба магия                 | Rough Magic                                     | Алекс Рос                          | |
| 1997      | Поверително от Ел Ей        | L.A. Confidential                               | полицай Уендел „Бъд“ Уайт          | - номинация – Сателит за най-добър актьор в драматичен филм. |
| 1997      | Небеса в пламъци            | Heaven's Burning                                | Колин О'Брайън                     | |
| 1997      | Време за раздяла            | Breaking Up                                     | Стив                               | |
| 1999      | Гореща Аляска               | Mystery, Alaska                                 | шериф Джон Бийб                    | |
| 1999      | Вътрешен човек              | The Insider                                     | Джефри Уайгенд                     | - номинация – Оскар за най-добра мъжка роля. - номинация – Златен глобус за най-добър актьор в драматичен филм. - номинация – Награда на БАФТА за най-добър актьор в главна роля. - номинация – Сателит за най-добър актьор в драматичен филм.                                                              |
| 2000      | Гладиатор                   | Gladiator                                       | Максим Децим Меридий               | - Оскар за най-добра мъжка роля. - Емпайър за най-добър актьор. - номинация – Златен глобус за най-добър актьор в драматичен филм. - номинация – Награда на БАФТА за най-добър актьор в главна роля. - номинация – Сателит за най-добър актьор в драматичен филм. - номинация – Сатурн за най-добър актьор. |
| 2000      | Доказано жив                | Proof of Life                                   | Тери Торн                          | |
| 2001      | Красив ум                   | A Beautiful Mind                                | Джон Наш                           | - Златен глобус за най-добър актьор в драматичен филм. - Награда на БАФТА за най-добър актьор в главна роля. - номинация – Оскар за най-добра мъжка роля. - номинация – Сателит за най-добър актьор в драматичен филм.                                                                                      |
| 2003      | Господар и командир         | Master and Commander: The Far Side of the World | капитан Джак Обри                  | - номинация – Златен глобус за най-добър актьор в драматичен филм. |
| 2005      | Късметлията                 | Cinderella Man                                  | Джеймс Брадок                      | - номинация – Златен глобус за най-добър актьор в драматичен филм. |
| 2006      | Добра година                | A Good Year                                     | Макс Скинър                        | |
| 2007      | Ескорт до затвора           | 3:10 to Yuma                                    | Бен Уейд                           | |
| 2007      | Американски гангстер        | American Gangster                               | Ричи Робъртс                       | |
| 2008      | Нежност                     | Tenderness                                      | детектив Кристофоро                | |
| 2008      | Мрежа от лъжи               | Body of Lies                                    | Ед Хофман                          | |
| 2009      | Правилата на играта         | State of Play                                   | Кал Макафри                        | |
| 2010      | Робин Худ                   | Robin Hood                                      | Робин Лонгстрайд                   | |
| 2010      | Следващите три дни          | The Next Three Days                             | Джон Бренан                        | |
| 2012      | Мъжът с железните юмруци    | The Man with the Iron Fists                     | Джак Найф                          | |
| 2012      | Клетниците                  | Les Misérables                                  | инспектор Жавер                    | |
| 2013      | Корумпиран град             | Broken City                                     | Никълъс Хостетлър                  | |
| 2013      | Човек от стомана            | Man of Steel                                    | Джор-Ел                            | |
| 2014      | Зимна приказка в Ню Йорк    | Winter's Tale                                   | Пърли Сомс                         | |
| 2014      | Ной                         | Noah                                            | Ной                                | |
| 2014      | Търсачът                    | The Water Diviner                               | Джошуа Конър                       | също режисьор |
| 2015      | Бащи и дъщери               | Fathers and Daughters                           | Джейк Дейвис                       | |
| 2016      | Любезните пичове            | The Nice Guys                                   | Джаксън Хийли                      | |
| 2017 2020 | Мумията Ненормален          | The Mummy Unhinged                              | д-р Хенри Джекил / г-н Едуард Хайд | |
| 2024      | Спящи кучета                |                                                 |                                    | Даваха го по НВО2 |